# Rejonowe Przedsiębiorstwo Komunikacyjne w Bochni

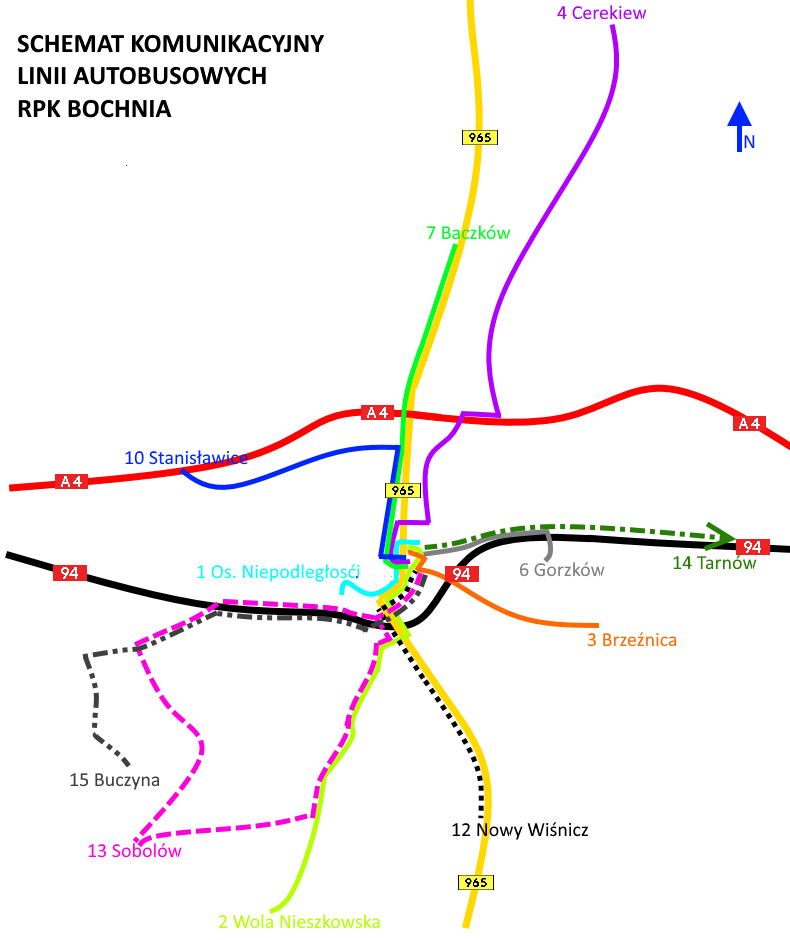
Schemat komunikacyjny linii autobusowych RPK Bochnia

RPK Bochnia – publiczny przewoźnik komunikacji rejonowej w Bochni. Powstało w wyniku podziału Wojewódzkiego Przedsiębiorstwa Komunikacyjnego w Tarnowie, działa od 01.04.1993. Obsługuje 10 linii. Właścicielami spółki są Gmina Bochnia w 87% i w 13% Miasto i Gmina Nowy Wiśnicz.

## Linie[1]
| Linia | Trasa                                                            |
| ----- | ---------------------------------------------------------------- |
| 2     | Bochnia – Dołuszyce – Pogwizdów – Zawada – Wola Nieszkowska      |
| 3     | Bochnia – Brzeźnica – Kiebło                                     |
| 4     | Bochnia – Bogucice – Cerekiew                                    |
| 6     | Bochnia – Gorzków                                                |
| 7     | Bochnia – Proszówki – Baczków - Gawłówek - Mikluszowice - Drwina |
| 10    | Bochnia – Proszówki – Damienice – Cikowice - Stanisławice        |
| 12    | Bochnia – Nowy Wiśnicz                                           |
| 13    | Bochnia – Pogwizdów – Zawada – Nieprześnia – Dąbrowica           |
| 14    | Bochnia – Brzesko – Wojnicz – Tarnów                             |
| 15    | Bochnia – Siedlec – Buczyna                                      |

## Tabor aktualnie eksploatowany[2]
| Numer taborowy | Typ                      | Rok produkcji | '                       |
| -------------- | ------------------------ | ------------- | ----------------------- |
| 02             | Mercedes-Benz 814D       | 1994          | przewóz osób na wózkach |
| 03             | Mercedes-Benz 814D       | 1996          | przewóz osób na wózkach |
| 04             | Mercedes-Benz 815D       | 1999          | przewóz osób na wózkach |
| 05             | Mercedes-Benz 815D       | 1999          | przewóz osób na wózkach |
| 06             | Mercedes-Benz 815D       | 2000          | przewóz osób na wózkach |
| 07             | Mercedes-Benz 815D       | 2000          | przewóz osób na wózkach |
| 08             | Jelcz M081MB             | 2000          | przewóz osób na wózkach |
| 09             | Mercedes-Benz 815D       | 2000          |                         |
| 10             | MAN A20                  | 2000          | przewóz osób na wózkach |
| 11             | Auotsan A1010M11         | 2002          |                         |
| 12             | Auotsan A1010M11         | 2002          |                         |
| 13             | BMC Levend XL            | 2008          |                         |
| 14             | BMC Levend XL            | 2008          |                         |
| 15             | Mercedes-Benz O303-11R   | 1989          |                         |
| 16             | Mercedes-Benz O303-11R   | 1989          |                         |
| 17             | Mercedes-Benz O405N      | 1991          | przewóz osób na wózkach |
| 22             | Mercedes-Benz 814DE Mago | 2001          |                         |
| 23             | Mercedes-Benz 814DE Mago | 2001          |                         |
| 24             | Mercedes-Benz 814D       | 1993          | przewóz osób na wózkach |
| 134            | Jelcz 120M/3             | 1999          |                         |
| Razem          | 20                       |               |                         |

## Tabor wycofany z eksploatacji[3]
| Typ                                | Liczba |
| ---------------------------------- | ------ |
| Jelcz PR110                        | 16     |
| Autosan A1010M                     | 10     |
| Mercedes-Benz 709D                 | 3      |
| Neoplan N409                       | 1      |
| Renault S53RX                      | 1      |
| Volkswagen T4 / Kutsenits City III | 1      |
| Razem                              | 32     |